# Josef Zezulka
Josef Zezulka (30. března 1912 Brno – 13. prosince 1992 Praha) byl český filosof, léčitel a zakladatel pseudovědeckého oboru biotronika. Je autorem mnoha filosofických děl, Bytí životní filosofie je jeho nejznámějším. Ve svém díle se zabývá zejména vznikem a životem vesmíru, vývojem bytosti, karmou, vegetariánstvím a životní energetikou.

## Životopis
Čerpáno z knihy Život přinašeče
Josef Zezulka se narodil v Brně, celý život však prožil v Praze. Před druhou světovou válkou měl obchod s cukrovinkami a za války se aktivně účastnil západního odboje. Po únoru 1948 mu byl zabaven obchod, pracoval poté v Národním muzeu jako účetní a později následkem další perzekuce jako dozorce ve sbírkách. Je ale znám jinými svými aktivitami – životní filosofií Bytí a její součástí biotronikou. S oběma začal na Velikonoce roku 1945, kdy u něj proběhlo jakési probuzení, jakési rozevření vědomí a obě pak pěstoval a rozvíjel celý život.
V roce 1968, za pomoci ministra zdravotnictví Vlčka, byl blízko zařazení biotroniky do systému státní léčby, ale vše bylo přerušeno okupací spojeneckých vojsk. V roce 1982 v rámci Psychoenergetické laboratoře (PEL) profesora Františka Kahudy prováděl výzkum léčby biotronikou v nemocnici ve Vimperku. Léčitelství se věnoval hlavně ve svém bytě, kam k němu docházeli lidé pro pomoc. Léčil více než 40 let.
Svoji filosofii Bytí přednášel víceméně tajně (doba komunistického Československa nepřála podobným aktivitám) na různých přednáškách po soukromých bytech. Jednou z výjimek byl Mezinárodní psychotronický kongres v roce 1973 v Praze, kde vystoupil veřejně s velkým úspěchem. Tajně také svou nauku sepisoval a jeho přátelé knihy a statě přepisovali a kopírovali. Statě vycházely i na západě v nejrůznějších publikacích. K veřejnému vydání jeho filozoficko-náboženských knih došlo až po roce 1989. Zezulka zemřel v roce 1992.

## Biotronika Josefa Zezulky
Slovo biotronika vymyslel a naplnil právě Josef Zezulka, jako jeden z nevědeckých léčitelských směrů. Podle Zezulky se člověk skládá ze tří základních částí: hmotné, psychické a vitální. Stejně se dělí i choroby. Zezulkova biotronika se týká doplňování a harmonizace právě vitálních tělesných sil. Tvrdí, že každý člověk má základní kvótu tělesných sil, nutných k životu. Dále pak má vlastní silový systém i každý orgán a buňka. Všechny tyto systémy jsou provázány a léčitel-biotronik na tyto silové systémy působí, když jsou narušené či poškozené. Zezulka léčil zásadně zdarma. Jeho žák a pověřený pokračovatel Tomáš Pfeiffer říká, že biotronika nenahrazuje medicínu, ale chce se starat právě o oblast vitálních sil, kde klasická medicína selhává. Vznikla také petice za prosazení biotroniky do systému zdravotnictví, o což usiloval i Josef Zezulka, která byla 18. srpna 2018 předána do Senátu s cca 40 000 podpisy, kde byl poté i tiskový briefing .

## Filozofie Bytí
Čerpáno z knihy Bytí
Jeho filosofie Bytí zahrnuje širokou škálu filozoficko-náboženských jevů. Zabývá se také kosmologií a biofyzikou. Z podstaty (Bůh) vzniklo vše, co jest, dělením. Vznikla tak hmota, duch a vitalita, která prostupuje a oživuje prvé dvě. Hmota duch i vitalita jsou tvořeny čtyřmi základními prvky, kterými jsou dostředivost, odstředivost, žár a chlad. Tomuto dění a dělení říká Zezulka „Tvůrčí čtyřka“. Vše podléhá stejným přírodním zákonům. Cykly, pendlování vidí ve všem – v dechu člověka, v dechu planety (střídání ročních období), ale i v tzv. dechu vesmíru, kdy se ve vesmíru cyklicky pravidelně střídají čtyři fáze. Lidstvo se nyní nachází ve fázi dostředivé a klidové, kdy vše chladne. V této fázi prošla hmota a duch a vznikla tak prvá bytost, prvé jsem.
Bytost se vyvíjí, přerozuje do vyšších a vyšších druhů. Přerozování (reinkarnace) je nedílnou součástí nauky, stejně jako tzv. Zákon odrazu, kterému Indové říkají Karma. Říká, že cokoli bytost učiní, totéž se na ní vrátí, obyčejně v příštím životě. Postupem času vznikají nové a nové vývojové druhy. Zvláštností v jeho pojetí je, že se nezastavuje u člověka, ale tvrdí, že po člověku přijde jednou vyšší druh, a pak ještě vyšší a tak dál a dál. Celý cyklus se má završit splynutím s Bohem – Podstatou. Zdůrazňuje také planetární cykly, např. Platónský rok, který trvá cca 24 000 let – na jeho předělech prý vzniká krizové období a v jednom takovém nyní právě lidé žijí, a proto právě ty nepokoje a hrůzy ve světě.
V Zezulkově nauce je velký důraz kladen na vegetariánství, rozšiřuje pojem Nezabiješ na všechna zvířata. Nedílnou součástí je přemýšlení nad smyslem života, který podle Josefa Zezulky spočívá v tom „být kladnou složkou Tvůrčího díla“. Čas je další veličina, kterou předkládá: čas v podstatě neexistuje, vše je stálé, trvá. Jen lidé svým vědomím jak prožívají život jsou do času pevně zapojeni. Myšlení rozděluje na rovnocenné části: víru (intuici) a vědění (rozum). Je chybou jen věřit, je chybou jen rozumovat. Ideálem je rovnováha – kalokagátia.

## Publikační činnost
Před listopadem 1989 nemohla být v Československu oficiálně vydána žádná jeho kniha. K postupnému vydávání dochází až od roku 1990 v nakladatelství Tomáš Pfeiffer – Dimenze 2+2, Praha:
- ZEZULKA Josef, Bytí životní filosofie, Dimenze 2+2, 2012, ISBN 978-80-85238-85-3
- ZEZULKA Josef, Přednášky I, Dimenze 2+2, 2001, ISBN 80-85238-23-3
- ZEZULKA Josef, Přednášky II, Dimenze 2+2, 2014, ISBN 978-80-85238-44-0
- ZEZULKA Josef, Odpovědi, Dimenze 2+2, 2014, ISBN 978-80-85238-46-4